# Болтон, Майкл
Майкл Болтон (англ. Michael Bolton; при рождении Майкл Болотин (англ. Michael Bolotin); род. 26 февраля 1953) — американский певец, исполнитель медленных любовных баллад в стиле белого соула. Представитель Коннектикута на Американском Евровидении 2022
Родители — Джордж Болотин (1912—1981) и Хелен Лила Болотин (в девичестве Губин, 1919—2015). Со стороны отца семья происходила из Стародуба Черниговской губернии. Болтон изменил написание своей фамилии и приобрел известность в возрасте 30 лет, написав известный хит Лоры Брэниган «How Am I Supposed to Live without You». В течение нескольких последующих лет он писал песни для Шер, Барбры Стрейзанд и ряда других звезд. Болтон достиг всемирного успеха на рубеже 1990-х, покорив вершину американских чартов и выиграв несколько премий «Грэмми» за кавер-версии соул-хитов шестидесятых, таких как «When a Man Loves a Woman».
Несмотря на прекрасные вокальные данные артиста, его пристрастие к перепевкам вызвало гнев пуристов соул-музыки, которые призывали бойкотировать его сочинения и слушать классические хиты, а не болтоновский «суррогат». Последний крупный хит Болтона, «Said I Loved You… But I Lied», был выпущен в 1994 году, а два месяца спустя творчество Болтона стало предметом громкого судебного разбирательства, в ходе которого было установлено, что в основу одной из его песен «Love Is a Wonderful Thing» была положена классическая мелодия шестидесятых.
Помимо вокальных партий Болтон играет на гитаре. В основном он использует акустическую гитару, но также неплохо владеет и электрогитарой.

## Дискография
как Michael Bolotin
- 1975: Michael Bolotin
- 1976: Every Day Of My Life

Black Jack
- 1979: «Black Jack»
- 1980: «Worlds Apart»

как Michael Bolton
- 1983: Michael Bolton
- 1985: Everybody’s Crazy
- 1987: The Hunger
- 1989: Soul Provider
- 1991: Early Years
- 1991: Time, Love & Tenderness
- 1992: Timeless (The Classics)
- 1993: The One Thing
- 1994: Tribute to Elvis (с Карлом Перкинсом)
- 1995: Greatest Hits
- 1996: This Is The Time: The Christmas Album
- 1997: All That Matters
- 1998: My Secret Passion — The Arias
- 1999: Timeless: The Classics, Volume 2
- 2001: Love Songs
- 2002: Only A Woman Like You
- 2003: Vintage
- 2005: Til The End Of Forever
- 2005: To Love Somebody — The Best Of (2 CD, Zeitraum: 1983—1999)
- 2006: Bolton Swings Sinatra
- 2009: One World One Love
- 2010: Live At The Royal Albert Hall
- 2011: The Lonely Island – Jack Sparrow feat. Michael Bolton
- 2016: The Lonely Island - 21 Incredible Thoughts  (feat. Michael Bolton & Mr. Fish)

Кинематограф
Участие в фильме " Познакомьтесь с Уолли Спарксом" (Meet Wally Sparks), США, 1996 г. Роль: Камео. Гость на вечеринке у губернатора, исполняющий песню "Georgia On My Mind" для своего друга Уолли.